# Resö
Resö is een plaats en eiland in de gemeente Tanum in het landschap Bohuslän en de provincie Västra Götalands län in Zweden. De plaats heeft 186 inwoners (2005) en een oppervlakte van 61 hectare.